# Blodbock
Blodbock (Nivellia sanguinosa) är en skalbaggsart som först beskrevs av Leonard Gyllenhaal 1827.  Blodbock ingår i släktet Nivellia och familjen långhorningar.
Artens utbredningsområde är Ukraina. Enligt den finländska rödlistan är arten sårbar i Finland. Enligt den svenska rödlistan är arten nationellt utdöd i Sverige. . Arten har tidigare förekommit i Götaland, Svealand och Nedre Norrland men är numera lokalt utdöd. Artens livsmiljö är moskogar. Inga underarter finns listade.